# Aeródromo de Yucca Lake
El Aeródromo de Yucca Lake (IATA: UCC, ICAO: KUCC, FAA LID: NV11) es un aeródromo de uso privado situado a 27 km al norte del distrito financiero de Mercury en el Condado de Nye (Nevada) en Estados Unidos. El aeródromo se encuentra ubicado en el Campo de Pruebas de Nevada y es propiedad del Departamento de Energía de Estados Unidos. En las cartas de vuelo visual para rutas el aeródromo de Yucca figura como una pista de aterrizaje sin verificar.
Aunque muchos aeropuertos de Estados Unidos utilizan las mismas tres letras para la identificación de la ubicación para la Administración Federal de Aviación (FAA) y la Asociación Internacional de Transporte Aéreo (IATA), este aeródromo está asignado como NV11 por la Administración Federal de Aviación (FAA), en cambio la Asociación Internacional de Transporte Aéreo (IATA) ha designado a Yucca Lake como UCC.

## Historia
El aeródromo fue una zona de almacenamiento para el SHOT BADGER, una serie de pruebas que se llevaron a cabo disparando con artillería atómica denominada bajo el nombre de Operación Upshot-Knothole el 18 de abril de 1953.

## Instalaciones
El aeródromo de Yukka cubre un área de 41 acres (17 ha) y posee dos pistas de aterrizaje, una localizada en la salina y otra más corta y más reciente, construida de asfalto, justo al este de la salina:
- Pista 01/19: 4,990 x 75 pies (1,521 x 23 m), superficie: Asfalto
- Pista 14/32: 9,000 x 200 pies (2,743 x 61 m), superficie: Sal

La pista de asfalto fue construida en 2002 como parte de un centro de pruebas de drones.